# Axslinga
Axslinga (Myriophyllum spicatum) är en art i familjen slingeväxter och förekommer naturligt i tempererade Eurasien och norra Afrika. Arten odlas ibland som vattenväxt ute, eller som akvarieväxt.
Som övriga arter i släktet slingor lever den nästan helt omgiven av vatten. Endast blomställningen sticker upp ovanför vattenytan. 
Axslinga har en 3–4 mm tjock stjälk. Växten, som är cirka en meter lång, blommar i juni till augusti.